# Shannonomyia justa
Shannonomyia justa är en tvåvingeart som beskrevs av Alexander 1937. Shannonomyia justa ingår i släktet Shannonomyia och familjen småharkrankar. Inga underarter finns listade i Catalogue of Life.